# Santo Tomás (Carlos Casares)
Santo Tomás é uma localidade do partido de Carlos Casares, da província de Buenos Aires, na Argentina. Possui população estimada em 27 habitantes segundo censo de 2010.